# 未来予報201x
『未来予報201x』（みらいよほう―）とは、日本テレビで放送されていた番組である。

## 放送期間、時間
2006年10月5日 - 2007年3月29日
木曜日 24:26-24:56

## 番組概要
近くて遠い、遠くて近い『近未来』を予想する番組。
毎回、旬の有名人が『未来図書館（スタジオ）』に登場し、各界のスペシャリストである「未来予報士」（如月まどか他）が未来を予報した。

## レギュラー出演者
- 館長

福澤朗
- 秘書

浅見れいな
- 予報士長

木村祐一
- 副予報士

渡部建（アンジャッシュ）

## スタッフ
- 企画・構成：小山薫堂
- 構成：内田ぼちぼち、近藤祐次、ヒロハラノブヒコ、塩沢航
- リサーチ：フルタイム
- ナレーター：野引香里
- 音効：高取謙
- CG：桑田秀行
- 美術：中原晃一
- 美術協力：日テレアート
- EED：本間貢
- MA：藤田恵美
- 技術協力：池田屋、aai
- 広報：西端薫
- デスク：野口美樹
- 制作協力：ブームアップ
- AP：草野文、飛戸亜紀
- ディレクター：中津雄太、川俣和也、藤野大作、阿部さちよ
- 企画・演出：加藤孝司
- プロデューサー：森實陽三、小川明人
- チーフプロデューサー：梅原幹
- 製作著作：日本テレビ